# Synagogue de Bhamdoun
La synagogue de Bhamdoun (Caza d'Aley, Liban), construite en 1922, est l'une des quatre grandes synagogues du Liban. Sa structure tient toujours, malgré son état d'abandon.